# Gwoździec (obwód lwowski)
Gwoździec (ukr. Гвоздець) – wieś w rejonie samborskim (wcześniej w rejonie starosamborskim) obwodu lwowskiego Ukrainy. Wieś liczy około 103 mieszkańców. Leży nad rzeką Dniestr. Podlega hołowieckiej silskiej radzie.
Gwoździec należał do ekonomii samborskiej.

## Ważniejsze obiekty
- Cerkiew greckokatolicka